# Heartbeat (компания)
Heartbeat (яп. 有限会社ハートビート) (иногда Heart Beat) — ныне не существующая Японская компания, разрабатывающая видеоигры, знаменитая созданием шестой и седьмой части игр серии Dragon Quest. Кроме того, Heartbeat разработала ремейк Dragon Quest IV. Проект по локализации этого ремейка для Северной Америки был заморожен, так как большая часть сотрудников ушла в творческий отпуск. Компания сообщила, что причиной послужил «рост расходов на разработку игр», хотя их продукция имела очень большой финансовый успех. В данное время компания не существует, но несколько её бывших сотрудников создали Genius Sonority и стали заниматься созданием игр для Nintendo.

## Игры

### Super NES
- Dragon Quest III (ремейк)
- Dragon Quest VI

### PlayStation
- Dragon Quest VII
- Dragon Quest IV (ремейк)